# Tokio Hatamoto
Tokio Hatamoto (japanisch 畑本 時央 Hatamoto Tokio; * 18. August 1992 in der Präfektur Kumamoto) ist ein ehemaliger japanischer Fußballspieler.

## Karriere
Hatamoto erlernte das Fußballspielen in der Jugendmannschaft von Urawa Reds. Seinen ersten Vertrag unterschrieb er 2011 bei Avispa Fukuoka. Der Verein spielte in der höchsten Liga des Landes, der J1 League. Am Ende der Saison 2011 stieg der Verein in die J2 League ab. Für den Verein absolvierte er 18 Ligaspiele. 2014 wurde er an den Drittligisten Zweigen Kanazawa ausgeliehen. Für Zweigen absolvierte er sechs Ligaspiele. 2015 wechselte er zum Ligakonkurrenten Grulla Morioka. Für den Verein absolvierte er 78 Ligaspiele. Ende 2018 beendete er seine Karriere als Fußballspieler.